# Głazowo
Głazowo [ɡwaˈzɔvɔ] (deutsch Neu Grabowen, 1938–1945 Neugrabenhof) ist ein Ort in der polnischen Woiwodschaft Ermland-Masuren und gehört zur Gmina Mrągowo (Landgemeinde Sensburg) im Powiat Mrągowski (Kreis Sensburg).

## Geographische Lage
Głazowo liegt in der südlichen Mitte der Woiwodschaft Ermland-Masuren im Süden der Kreisstadt Mrągowo (deutsch Sensburg).
Zwischen dem polnischen Głazowo und dem deutschen Neu Grabowen (Neu Grabenhof) liegt eine geographische Differenz von mehreren Kilometern, ist Neu Grabowen doch weiter südöstlich am Nordrand des Krummendorfer Sees (polnisch Jezioro Krzywe) gelegen (= Geographische Lage Neu Grabowens/Neugrabenhofs).

## Geschichte
Der Abbau Glassowen wurde 1833 als großer Hof gegründet. Mit seiner späteren und 1 Kilometer weiter südwestlich gelegenen Ziegelei war Neu Grabowen bis 1945 ein Wohnplatz der Gemeinde Grabowen (1938–1945 Grabenhof, polnisch Grabowo); es lag im Kreis Sensburg im Regierungsbezirk Gumbinnen (1905–1945 Regierungsbezirk Allenstein) in der preußischen Provinz Ostpreußen. Neu Grabowen zählte im Jahr 1867 sechs Einwohner, 1885 waren es acht, und 1905 bereits zehn. Am 3. Juni (amtlich beglaubigt am 16. Juli) 1938 wurde Neu Grabowen aus politisch-ideologischen Gründen der Abwehr fremdländisch klingender Ortsnamen in „Neugrabenhof“ umbenannt.
Seit 1945 gehört der Ort zu Polen und trägt die polnische Namensform Głazowo. Er ist heute der Gmina Mrągowo (Landgemeinde Sensburg) im Powiat Mrągowski (Kreis Sensburg) zugeordnet.

## Kirche
Bis 1945 war Neu Grabowen bzw. Neugrabenhof in die evangelische Pfarrkirche Sensburg in der Kirchenprovinz Ostpreußen der Evangelischen Kirche der Altpreußischen Union sowie in die katholische Kirche St. Adalbert Sensburg im Bistum Ermland eingepfarrt. Heute gehört Głazowo evangelischerseits weiterhin zum nunmehr St.-Trinitatis-Kirche genannten Gotteshaus in Mrągowo, jetzt allerdings der Diözese Masuren der Evangelisch-Augsburgischen Kirche in Polen zugeordnet. Die katholischen Einwohner gehören zur Pfarrei Grabowo (Grabowen, 1938–1945 Grabenhof) im jetzigen Erzbistum Ermland in der polnischen katholischen Kirche.

## Verkehr
Głazowo liegt östlich der Woiwodschaftsstraße 600 und ist von Grabowo aus direkt zu erreichen. Eine Bahnanbindung besteht nicht.